# San José de Limón
San José de Limón är en ort i Mexiko.   Den ligger i kommunen Tamuín och delstaten San Luis Potosí, i den centrala delen av landet, 290 km norr om huvudstaden Mexico City. San José de Limón ligger 24 meter över havet och antalet invånare är 293.
Terrängen runt San José de Limón är platt. Runt San José de Limón är det ganska glesbefolkat, med 30 invånare per kvadratkilometer. Närmaste större samhälle är Tamuin, 15,1 km väster om San José de Limón. Trakten runt San José de Limón består till största delen av jordbruksmark.